# 楊愛立
楊愛立（Olive Young，1903年6月21日—1940年10月5日）是在美國出生的華裔電影女明星。

## 生平
杨爱立生于美國密苏里州的圣约瑟夫。父亲是第一代華人移民，來自广东省中山，也是一名医师。杨爱立小時候曾跟随父母回到广东，她父亲曾参与了推翻清朝。辛亥革命之后不久，袁世凯出任中華民國大總統，孫中山避走日本，杨爱立全家又回到了堪萨斯城。
1922年，杨爱立与父亲回到中国。杨爱立先留在香港並在圣保罗私立学校教英文。在此期间，杨爱立结识了黎民伟。黎民伟向杨爱立发出邀约，请她做自己筹拍电影的女主角。不過这个邀约最后未能实现。
关文清介绍杨爱立去教政府的官员们跳交谊舞。这些政府官员中有一个人介绍她认识了在上海市的英美烟草的威廉·坚森（William Jansen）。英美烟草於是邀请杨爱立参与演出了《一块钱》（One Dollar）和《神僧》（The Magical Monk），于1925年公映。1926年上半年，她在英美烟公司拍摄了《情天终补》（Filial Piety or Closing a Rift），讲的是自由恋爱和父母之命的冲突。1926年下半年，杨爱立与长城影片公司签约，拍摄了《苦乐鸳鸯》和《浪女穷途》。《苦乐鸳鸯》讲述了两对情侣的情感和婚姻故事。《浪女穷途》講述的是摩登女郎蜀磷勾引她人的未婚夫未果，最终身败名裂。杨爱立饰演的就是摩登女郎。她還在非非影片公司的影片《浪蝶》中飾演一位交际花。1927年之后，她在《大侠甘凤池》中飾演血妖吟香，《哪吒出世》中飾演石矶娘娘，《火焰山》中飾演铁扇公主。
1929年初，杨爱立来到荷属东印度群岛主演了一部由南星公司籌拍的冒险电影《婆罗浮屠的秘密》。杨爱立拍摄期间月薪2000元荷兰盾。1929年5月，杨爱立在爪哇、新加坡等地展开了数周的表演。但电影在7月公映之后惨败，直接导致了南星公司的倒闭。杨爱立打算转向好莱坞发展。
1929年10月底，杨爱立抵达美国。杨爱立在1930年的西部有声片《大禍將至》中饰演了一个中国女孩，而且是一位女主角。在同年的《凌駕法律》（Ridin' Law）中，她饰演歌女，不過此時已成為配角。在《回頭是岸》中，她饰演女佣。她的最後一部電影是《傅滿洲的面具》，電影的演員表中沒有她的名字。她在電影中飾演藍調歌手。後來她又加入不同的剧团出演音乐剧和诙谐剧。
1933年，杨爱立与一位在檀香山工作的林姓牙医结婚。1940年10月3日，她在新泽西夜总会演出之后，倒在后台更衣室里，被送到医院后失去知觉，不久去世，死因為肺炎。

## 外部鏈接
- 楊愛立在互联网电影资料库（IMDb）上的資料（英文）
- Photo of Olive Young and her aunt in Shanghai with movie camera.
- Portrait of Olive by  Adelbert Bartlett in the collections of UCLA. （页面存档备份，存于）
- Portrait Olive Young with Rosemary Chew at UCLA collections. （页面存档备份，存于）